# 阿木语
阿木语也叫作阿母语，是一种分布在中国云南省墨江哈尼族自治县的彝语南部方言。
杨美琼(2014)给出了一张用哈尼语正字法转写的阿木语词汇表。

## 分布
在墨江县阿木语的使用者大约有7,050人(杨洪, 张红2010:9)。
- 泗南江乡 (4,001 人)，据杨美琼(2014:1)，阿木语使用者超过半数生活在千岗村和干坝村。
- 龙潭乡 (998 人)
- 坝溜乡 (945 人)
- 雅邑乡 (451 人)
- 文武乡 (125 人)

## 脚注
1. ↑  Hammarström, Harald; Forkel, Robert; Haspelmath, Martin; Bank, Sebastian (编). . . Jena: Max Planck Institute for the Science of Human History. 2016.